# Tylwica
Tylwica – wieś w Polsce położona w województwie podlaskim, w powiecie białostockim, w gminie Michałowo.
Wieś jest siedzibą sołectwa Tylwica w skład którego wchodzą: Tylwica, Tylwica-Kolonia i Tylwica-Majątek.
Prawosławni mieszkańcy wsi należą do parafii Przemienienia Pańskiego w Topolanach. Natomiast wierni kościoła rzymskokatolickiego należą do parafii św. Apostołów Piotra i Pawła w Zabłudowie.

## Historia

### Lata 1674 – 1944
Tylwica pierwotnie nosiła nazwę Tylwica Wola i została założona w hrabstwie Zabłudów na początku XVII wieku.
24 czerwca 1674 roku mieszkało na 8 włókach 8 rodzin w liczbie 28 osób.
W końcu XVIII wieku Tylwica była wsią magnacką położoną w powiecie grodzieńskim województwa trockiego Wielkiego Księstwa Litewskiego.
W 1763 roku obszar uprawianej ziemi nie powiększył, a liczba zagród wiejskich (dymów) wzrosła do 13.
W 1818 roku liczba rodzin pozostała bez zmian – 13, a mieszkało 91 osób, 43 mężczyzn i 48 kobiet.
W ostatnich latach XVIII wieku wieś włączono do folwarku Tylwica. Do tego okresu wchodziła w skład klucza małyńskiego.
Uwłaszczenie nastąpiło w 1864 roku.
W 1921 roku w Tylwicy mieszkało 56 osób – 25 mężczyzn i 31 kobiet. Większość mieszkańców stanowili prawosławni Białorusini (46 osób), pozostali to katoliccy Polacy (10 osób).
W okresie międzywojennym wiele osób wynajmowało się do prac sezonowych w majątku Tylwica.

### Lata 1944 – 2009
Po wyzwoleniu w 1950 roku w Tylwicy mieszkało 185 osób, 90 mężczyzn i 95 kobiet.
W 1960 mieszkało 161 osób, a w 1970 roku już tylko 128 osób – 63 mężczyzn i 65 kobiet.
15 grudnia 1968 roku Tylwica została zelektryfikowana.
Ludność w okresie 1970 – 1990 była na tym samym poziomie, i w 1990 roku mieszkało 113 osób.
Raptowny spadek zaludnienia odnotowano po 1990 roku.
W 1995 roku mieszkały w Tylwicy już tylko 82 osoby.
W latach 1975–1998 miejscowość administracyjnie należała do województwa białostockiego.
W Tylwicy w 2008 roku mieszkało 47 osób – 27 kobiet i 20 mężczyzn.
Przez Tylwicę przechodzi droga powiatowa.
Z Tylwicy do drogi powiatowej Zabłudów – Michałowo – Gródek i PKS-u odległość wynosi 1,0 km.
Do Michałowa z Tylwicy odległość wynosi 9 km, a 28 km do Białegostoku.